# Montenol
Montenol är en ort i kantonen Jura i Schweiz. 
Montenol var tidigare en egen kommun, men den 1 januari 2009 slogs kommunerna Epauvillers, Epiquerez, Montenol, Montmelon, Ocourt, Saint-Ursanne och Seleute samman till den nya kommunen Clos du Doubs.